# Tom Sharkey
Tom Sharkey est un boxeur américain né le 26 novembre 1873 à Dundalk, Irlande, et mort le 17 avril 1953.

## Carrière
Arrivé à New York en 1892, il s'engage au sein de l'U.S. Navy et se retrouve déployé à Hawaï où il entame sa carrière professionnelle. Après 19 succès (tous par KO), Sharkey concède un match nul face à Alec Greggains puis poursuit son ascension en battant aux points Joe Choynski le 16 avril 1896. Il fait ensuite jeu égal contre James J. Corbett et bat par disqualification au 8e round Bob Fitzsimmons le 2 décembre 1896. Il obtient un combat pour le titre de champion du monde des poids lourds le 3 novembre 1899 mais s'incline aux points face au tenant du titre James J. Jeffries. Il met fin à sa carrière en 1904.

## Distinction
- Tom Sharkey est membre de l'International Boxing Hall of Fame depuis 2003[3].